# Exosphaeroma rhomburum
Exosphaeroma rhomburum är en kräftdjursart som först beskrevs av Richardson 1899.  Exosphaeroma rhomburum ingår i släktet Exosphaeroma och familjen klotkräftor. Inga underarter finns listade i Catalogue of Life.